# Комуністична партія Узбекистану (СРСР)
Комуністична партія Узбекистану (узб. Ўзбекистон коммунистик партияси — комуністична партія, відділення Комуністичної партії Радянського Союзу (КПРС) на території Узбецької Радянської Соціалістичної Республіки (Узбецької РСР), правляча і єдина легальна партія в цій республіці з 13 травня 1925 року аж до 3 вересня 1991 року.
КП Узбекистану вважається спадкоємицею комуністичної партії Бухарської РСР, комуністичної партії Хорезмської РСР і комуністичної партії Туркестанської АРСР. Наступницею КП Узбекистану вважається Народно-демократична партія Узбекистану, хоча це заперечує створена в 1994 році Комуністична партія Узбекистану.

### Перші секретарі ЦК КП Узбекистану
- жовтень 1924 — лютий 1925 — Рахімбаєв Абдулло Рахімбайович
- 13 лютого 1925 — 21 вересня 1927 — Іванов Володимир Іванович
- 21 вересня 1927 — березень 1929 — Кіркіж Купріян Осипович
- березень 1929 — 11 червня 1929 — Гикало Микола Федорович
- 11 червня 1929 — 15 січня 1930 — Зеленський Ісаак Абрамович
- 15 січня 1930 — вересень 1937 — Ікрамов Акмаль Ікрамович
- 5 вересня 1937 — 21 вересня 1937 — Тюрябеков Джура Ходжибекович (в. о.)
- 21 вересня 1937 — 27 вересня 1937 — Яковлєв Павло Микитович (в. о.)
- 27 вересня 1937 — 14 квітня 1950 — Юсупов Усман Юсупович
- 14 квітня 1950 — 22 грудня 1955 — Ніязов Амін Ірматович
- 22 грудня 1955 — 28 грудня 1957 — Мухітдінов Нуритдін Акрамович
- 28 грудня 1957 — 15 березня 1959 — Камалов Сабір Камалович
- 15 березня 1959 — 31 жовтня 1983 — Рашидов Шараф Рашидович
- 3 листопада 1983 — 12 січня 1988 — Усманходжаєв Інамжон Бузрукович
- 12 січня 1988 — 23 червня 1989 — Нішанов Рафік Нішанович
- 23 червня 1989 — 3 листопада 1991 — Карімов Іслам Абдуганійович

### Другі секретарі ЦК КП Узбекистану
- березень 1925 — 15 січня 1930 — Ікрамов Акмаль Ікрамович
- 15 січня 1930 — жовтень 1933 — Лепа Альфред Карлович
- 7 червня 1934 — 20 вересня 1937 — Цехер Арон Абрамович
- 20 вересня 1937 — вересень 1938 — Яковлєв Павло Микитович
- березень 1939 — 19 січня 1940 — Сторожев Яків Васильович
- 19 січня 1940 — 7 грудня 1941 — Кудрявцев Олександр Васильович
- 7 грудня 1941 — 10 січня 1950 — Ломакін Микола Андрійович
- 10 січня 1950 — 10 вересня 1959 — Мельников Роман Юхимович
- 10 вересня 1959 — 2 серпня 1962 — Титов Федір Єгорович
- 2 серпня 1962 — 3 березня 1965 — Карлов Володимир Олексійович
- 3 березня 1965 — 13 липня 1976 — Ломоносов Володимир Григорович
- 13 липня 1976 — 30 травня 1983 — Греков Леонід Іванович
- 30 травня 1983 — 9 січня 1986 — Осетров Тимофій Миколайович
- 9 січня 1986 — 29 липня 1989 — Аніщев Володимир Петрович
- 29 липня 1989 — 14 вересня 1991 — Єфимов Анатолій Степанович

### Секретарі ЦК КП Узбекистану
- березень 1929 — вересень 1931 — Юсупов Усман Юсупович
- 1931 — 1934 — Балтабаєв Садикджан
- 17 червня 1937 — 28 серпня 1937 — Балтабаєв Садикджан (3-й секретар)
- 27 вересня 1937 — лютий 1938 — Худайкулов Ібрагім (3-й секретар)
- вересень 1938 — лютий 1939 — Ніязов Зія (3-й секретар)
- 4 лютого 1939 — 1939 — Чимбуров Василь Іванович
- 13 червня 1939 — 15 січня 1940 — Турдиєв Халіл
- 1939 — 12 червня 1941 — Мунько Микола Павлович (3-й секретар)
- 19 січня 1940 — 7 грудня 1941 — Азімов Сулейман Егамбердийович (із пропаганди та агітації)
- березень 1940 — 3 вересня 1943 — Артикбаєв Якуб (із кадрів)
- 12 червня 1941 — 10 січня 1950 — Билбас Василь Андрійович (3-й секретар)
- 12 червня 1941 — 1943 — Мунько Микола Павлович (із транспорту)
- 12 червня 1941 — 3 вересня 1943 — Мірза-Ахмедов Мансур Зіяйович (із промисловості)
- 12 червня 1941 — 1943 — Єфимов Костянтин Михайлович (із озброєння)
- 7 грудня 1941 — 4 лютого 1943 — Логінов Федір Георгійович (із енергетики та палива)
- 7 грудня 1941 — 1943 — Коканбаєв Фазил
- 7 грудня 1941 — 2 вересня 1942 — Мавлянов Абдуразак (із пропаганди та агітації)
- 1942 — 4 лютого 1943 — Кузнєцов М.П. (із харчової промисловості)
- 2 вересня 1942 — 1943 — Кучкаров Анвар Марасулович
- 2 вересня 1942 — 1945 — Юлдашбаєва Фатіма Ходжамбердиївна
- 2 вересня 1942 — 1943 — Умурзаков Ш. (із будівництва)
- 2 вересня 1942 — 1943 — Айрумянц Айрум Семенович (із торгівлі і громадського харчування)
- 4 лютого 1943 — 1944 — Шубладзе Костянтин Костянтинович (із електростанцій)
- 4 лютого 1943 — 1944 — Адилов Борі Адилович (із харчової промисловості)
- 3 вересня 1943 — 1949 — Мірза-Ахмедов Мансур Зіяйович (із кадрів)
- 16 січня 1945 — 15 лютого 1946 — Раззаков Ісхак Раззакович (із пропаганди та агітації)
- 15 лютого 1946 — 14 квітня 1950 — Вахабов Мавлян Гафарович (із пропаганди та агітації)
- березень 1949 — 1950 — Нурутдінов Сіродж
- 10 січня 1950 — 14 квітня 1950 — Мавлянов Абдуразак
- 10 січня 1950 — 1952 — Рахімбабаєва Захра Рахімівна
- 14 квітня 1950 — грудень 1955 — Камалов Сабір Камалович
- 14 квітня 1950 — 30 січня 1951 — Мухітдінов Нуритдін Акрамович
- 30 січня 1951 — 1952 — Турсунов Хабіб Турсунович
- 8 липня 1954 — 31 травня 1955 — Бабков Ігор Васильович
- 8 липня 1954 — січень 1956 — Гулямов Ходжіакбар
- 31 травня 1955 — 24 квітня 1961 — Абдуразаков Малік Абдуразакович
- 28 січня 1956 — 13 березня 1957 — Алімов Аріф Алімович
- 28 січня 1956 — 13 липня 1963 — Рахімбабаєва Захра Рахімівна
- 13 березня 1957 — 26 березня 1962 — Габріельянц Гайк Аветисович
- 24 квітня 1961 — 25 грудня 1965 — Мусаханов Мірзамахмуд Мірзарахманович
- 26 березня 1962 — 2 серпня 1962 — Усманов Саїдмахмуд Ногманович
- 2 серпня 1962 — 20 грудня 1962 — Хайдаров Ашур
- 20 грудня 1962 — 29 серпня 1964 — Мартинов Микола Васильович
- 20 грудня 1962 — 3 березня 1965 — Худайбердиєв Нармахонмаді Джурайович
- 13 липня 1963 — 25 вересня 1970 — Нішанов Рафік Нішанович
- 29 серпня 1964 — 29 березня 1985 — Анісімкін Іван Георгійович
- 3 березня 1965 — 25 вересня 1970 — Матчанов Назар Маткарімович
- 25 вересня 1970 — 31 січня 1981 — Курбанов Юлдаш Рахімович
- 25 вересня 1970 — 9 січня 1984 — Салімов Акіл Умурзакович
- 19 грудня 1978 — 6 вересня 1983 — Ходжаєв Асаділла Ашрапович
- 5 лютого 1981 — 9 січня 1986 — Айтмуратов Ережеп
- 9 січня 1984 — 28 березня 1987 — Абдуллаєва Рано Хабібівна
- 9 січня 1984 — 22 листопада 1984 — Кадиров Гайрат Хамідуллайович
- 29 березня 1985 — 9 січня 1986 — Аніщев Володимир Петрович
- 29 березня 1985 — 22 січня 1986 — Шагазатов Хабібулла Абдумажітович
- 9 січня 1986 — 24 серпня 1988 — Антонов Віктор Олександрович
- 9 січня 1986 — 7 грудня 1988 — Ікрамов Анвар Саліхович
- 1 лютого 1986 — 24 серпня 1988 — Лобко Віктор Миколайович
- 28 березня 1987 — 19 серпня 1989 — Халмухамедов Мутал Хошимович
- 24 серпня 1988 — 19 серпня 1989 — Берков Дмитро Дмитрович
- 7 грудня 1988 — 30 вересня 1989 — Комалходжаєв Шукур Заїтович
- 19 серпня 1989 — 12 березня 1991 — Хамідов Джахангір Хакімович
- 30 вересня 1989 — вересень 1991 — Ікрамов Акмаль Ікрамович
- 30 вересня 1989 — 12 березня 1991 — Попов Рінад Олександрович
- 12 березня 1991 — вересень 1991 — Абдувасіков Абдуманнаб
- 12 березня 1991 — вересень 1991 — Юсупов Каміль